# 白山の戦い
白山の戦い（はくさんのたたかい、チェコ語: Bitva na Bílé hoře, ドイツ語: Schlacht am Weißen Berg, 1620年11月8日）は、ボヘミア（現在のチェコ共和国）の首都プラハ近郊の山、白山（チェコ語名ビーラー・ホラ Bílá hora）でのハプスブルク軍勢力とボヘミアのプロテスタント貴族との間で勃発した戦闘である。

## 背景
1617年、ボヘミア王国を支配していたハプスブルク家は、熱烈なカトリック信徒で異教徒迫害を行う神聖ローマ皇帝フェルディナント大公をボヘミア王に即位させた。これに反対するボヘミアのプロテスタント貴族は王を認めず、1618年には、国王の使者3人がプラハ城を襲った民衆によって窓から投げ落とされる事件が起こった。
事件後、ボヘミアのプロテスタント貴族は、多数のカトリックの聖職者らを追放し、プロテスタント信徒であるプファルツ選帝侯フリードリヒ5世をボヘミア王に迎え、神聖ローマ帝国から離反する動きを見せた。ハプスブルク家は、この事件をプロテスタント信徒の反乱とみなし、カトリック連盟盟主のバイエルン公マクシミリアン1世などと協力してティリー伯ヨハン・セルクラエスを総司令官として、よく訓練された傭兵軍を派遣し鎮圧しようとした。

## 戦闘

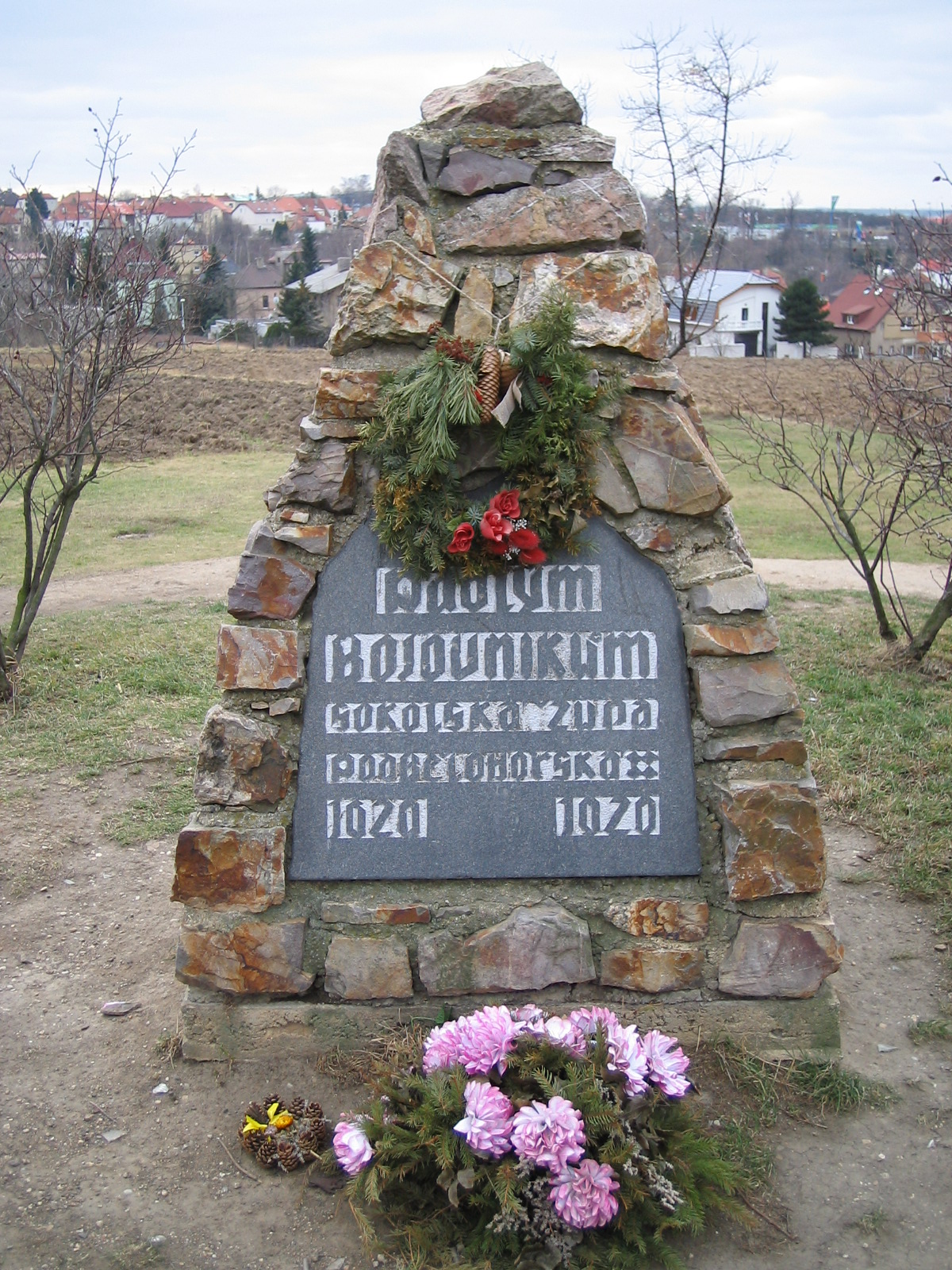
白山の戦い記念碑

ボヘミア諸侯は、自由のために戦うと決めた20,000人の兵を組織した。ティリー伯は自軍を2つの別の軍隊に分けた。帝国軍団とカトリック同盟軍団である。フェルディナント軍は、大した砲撃も受けずに前進した。カトリック側は、プロテスタント側の先遣隊の縮小によって早く戦いを開始した。ティリー伯と配下の400人のコサックたちは、バイエルン公が指揮する軽騎兵を移動させた。ティリーの配下は、反体制勢力が立てこもる要塞へ彼らを押し戻した。白山の戦いは大規模戦闘というよりも、小規模戦闘であった。ボヘミア側は、フェルディナント2世の傭兵軍にかなわなかったのである。実際の戦闘は1時間続いたにすぎず、それでボヘミア側は疲弊した。ボヘミア側が4000人を失ったのに対し、カトリック側は概算で800人を失っただけだった。

## 結果
ボヘミアのプロテスタント貴族は、ドイツやトランシルヴァニアのプロテスタント貴族に対して援助を求めたが断られ、わずか半日で壊滅した。ボヘミア王フリードリヒと妃エリーザベトは亡命し、ティリー伯が入城したプラハでは暴動が鎮圧され、多くの市民はカトリック復興を歓迎した。

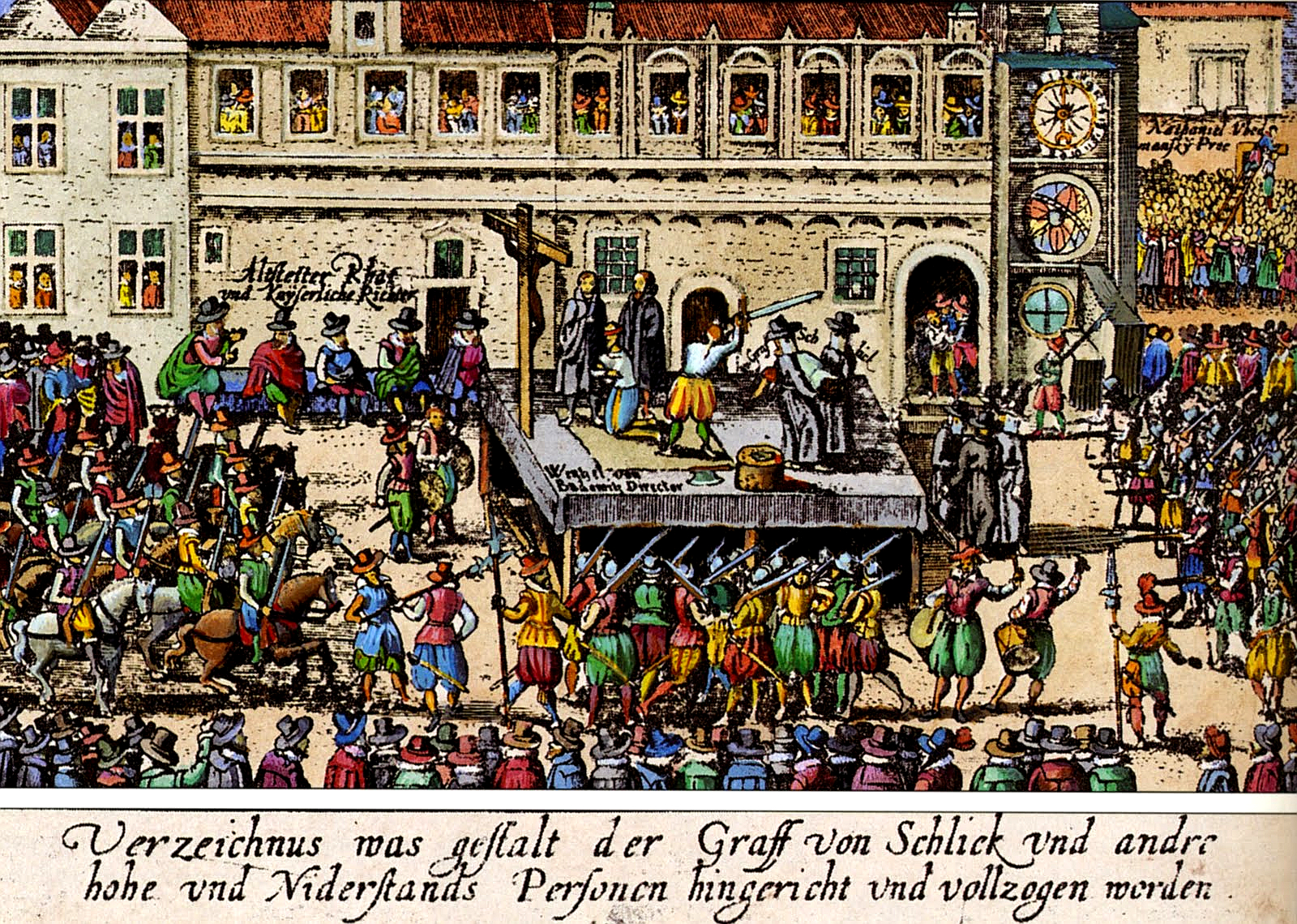
当時の公開処刑を描いた絵

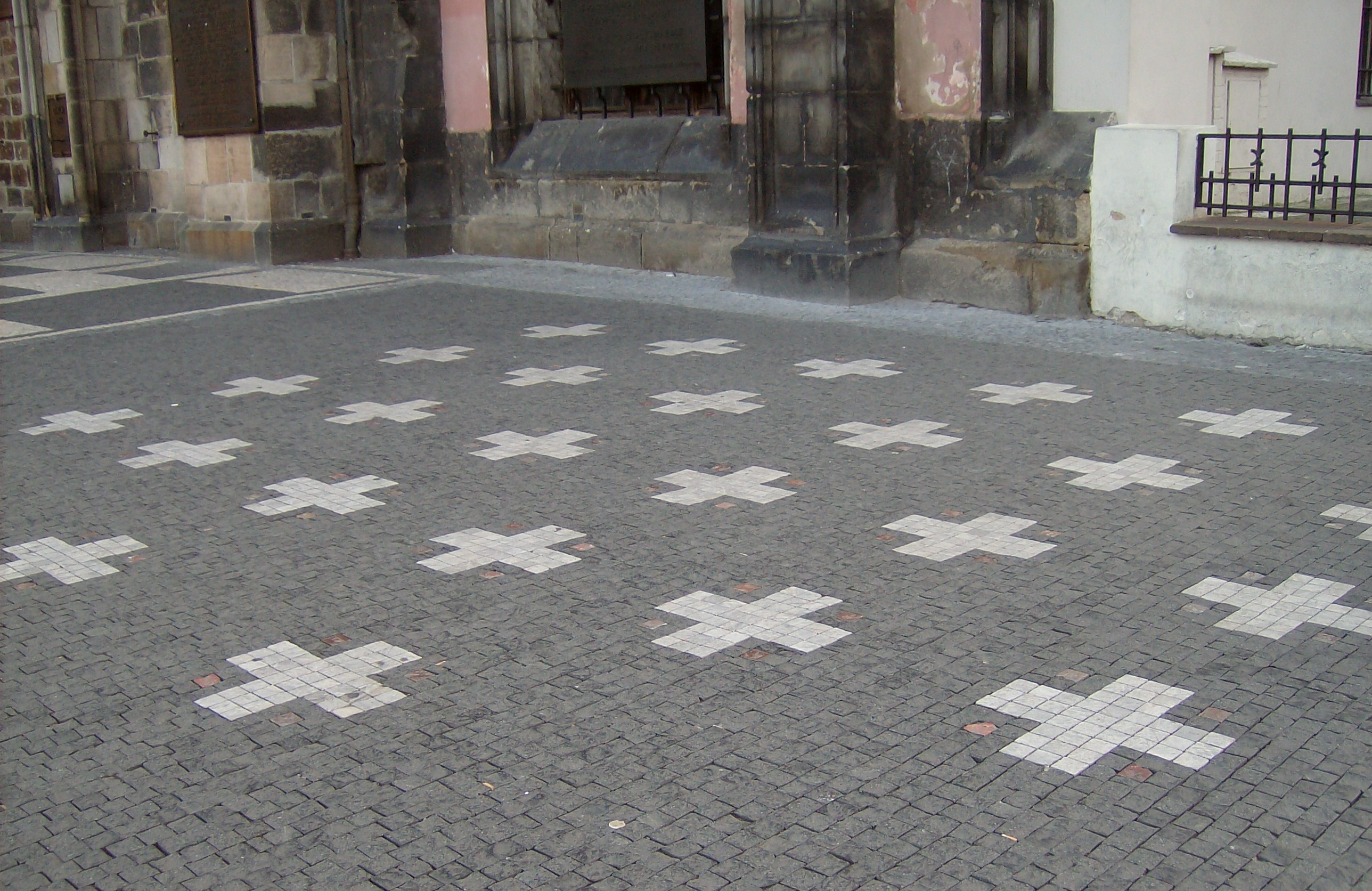
旧市街広場の石畳に描かれた27の十字架

反乱軍を指揮した貴族・騎士・市民など47人は裁判にかけられ、クリシュトフ・ハラントを含む貴族3人と騎士7人、そして市民（市長・市会議員・弁護士など）が20人、合わせて27人がプラハの旧市街広場でジャン・マイドラーの手によって処刑された。旧市街広場の石畳には犠牲者に対する敬意として、玉石で作られた27本の十字架が現在でも残されている。
敗戦後、プロテスタント貴族の首謀者は処刑され、戦いに参加したものは財産を没収、国外追放などの迫害を受け、ボヘミアのプロテスタントは宗教に寛容なポーランドなどヨーロッパ各国に散らばった（チェコ貴族の入れ替えが起きる）。これにより、ハプスブルク家のボヘミアに対する支配はますます強まっていった。チェコではこの戦い以後、18世紀から19世紀頃に起こった民族主義運動が勃興するまでの期間を暗黒時代（Těmno）と呼ぶ。
この苛烈な戦後処理は、他のプロテスタント諸侯・諸国の反発を招き、反乱が30年にわたる国際戦争に発展する原因となった。1621年、皇帝フェルディナント2世は、3日間のうちに領域を立ち去るよう、全てのカルヴァン派信徒、非ルター派信徒へ命じた。翌年、皇帝は反乱に参加していなかったルター派信徒に対し、カトリックに改宗するか国を去るかを選択させた。1627年までに、プラハ大司教と皇帝代理ヤロスラフ・ボジタは平和理に住民のカトリックへの改宗を行った。これにより、ボヘミア人の多数がカトリックとなったが、代表的なプロテスタントのボヘミア人はそのままであった。反抗的なネーデルラント諸州を包囲しようとするスペインは、プファルツ選帝侯領を占領した。弾圧は言語にも及んだ。チェコ人の教養層に対し、ドイツ語が行政や高等教育の場で強制された。19世紀まで、チェコ語は書き言葉にすぎなかった。
1872年、アントニン・ドヴォルザークはヴィチェスラフ・ハーレクの詞によるカンタータ「賛歌―白山の後継者たち Hymnus "dědicové bílé hory"」を作曲した。

## 参照
1. 1 2  Bílá Hora., Ottův slovník naučný (1888-1909) a Ottův slovník naučný nové doby (1930-1943). (in Czech)
2. ↑  Guthrie, William P. Battles of the Thirty Years War from White Mountain to Nordlingen, 1618-1635. Westport, CT: Greenwood, 2001. Print.